# José Siro González Bacallao
José Siro González Bacallao (* 9. Dezember 1930 in Candelaria; † 19. Juli 2021 in Mantua, Provinz Pinar del Río) war ein kubanischer Geistlicher und römisch-katholischer Bischof von Pinar del Río.

## Leben
José Siro González Bacallao besuchte das Kleine Seminar San Carlos y San Ambrosio in Havanna. Anschließend studierte er Philosophie und Katholische Theologie am interdiözesanen Priesterseminar El Buen Pastor in Havanna. Am 28. Februar 1954 empfing González Bacallao in Pinar del Río durch den Bischof von Pinar del Río, Evelio Díaz Cía, das Sakrament der Priesterweihe.
González Bacallao war zunächst als persönlicher Sekretär des Bischofs von Pinar del Río, Evelio Díaz Cía, und als Pfarrvikar an der Kathedrale San Rosendo in Pinar del Río tätig, bevor er 1957 Pfarrer in San Juan y Martínez wurde. Nachdem infolge der ab 1960 durch die kubanische Regierung erlassenen antireligiösen Maßnahmen zahlreiche Priester und Ordensleute das Land verlassen hatten, wurde José Siro González Bacallao mit der seelsorglichen Betreuung der Pfarreien der zentralen und östlichen Vikariate des Bistums Pinar del Río beauftragt. Von 1966 bis 1973 war er neben seinen Aufgaben in der Pfarrseelsorge als Landwirt tätig. Ab 1979 war González Bacallao Generalvikar des Bistums Pinar del Río und Pfarrer der Kathedrale San Rosendo.
Papst Johannes Paul II. ernannte ihn am 30. März 1982 zum Bischof von Pinar del Río. Der Erzbischof von San Cristóbal de la Habana, Jaime Ortega, spendete ihm am 16. Mai desselben Jahres in der Kathedrale San Rosendo in Pinar del Río die Bischofsweihe; Mitkonsekratoren waren Pedro Meurice, Erzbischof von Santiago de Cuba, und Fernando Ramon Prego Casal, Bischof von Cienfuegos-Santa Clara. Sein Wahlspruch Aquí estoy Señor para hacer tu voluntad („Hier bin ich, Herr, um deinen Willen zu tun“) stammt aus Hebr 10,7 . In seiner Amtszeit errichtete José Siro González Bacallao das Kleine Seminar P. Félix Varela in San Juan y Martínez sowie das Missionszentrum César Balbín in Candelaria und das Diözesanhaus Nuestra Señora de Loreto. Ferner gründete er das Centro de Formación Cívica y Religiosa und eine Sommerschule für Katecheten.
Am 13. Dezember 2006 nahm Papst Benedikt XVI. sein altersbedingtes Rücktrittsgesuch an. Danach lebte González Bacallao auf dem Gutshof San José in Mantua, wo er im Juli 2021 starb. Sein Grab befindet sich auf dem Cementerio Católico de la Alameda in Pinar del Río.

## Schriften
- Caminando con mi pueblo entre penas y esperanzas (= Colección Huella). Ediciones Vitral, Pinar del Río 2004, OCLC 74364772.
- Memorias inolvidables de una visita pastoral (= Colección Huella). Ediciones Vitral, Pinar del Río 2004, OCLC 988609829.